# Средний Ручей (приток Летней)
Средний Ручей (в верхнем течении «Берёзовый») — ручей в России, протекает по территории Кривопорожского сельского поселения Кемского района Республики Карелии. Длина ручья — 19 км.
Ручей берёт начало из Нольозера на высоте 104,7 м над уровнем моря и далее течёт преимущественно в северо-восточном направлении по заболоченной местности.
Ручей в общей сложности имеет 11 малых притоков суммарной длиной 23 км.
Впадает на высоте 84,0 м над уровнем моря в реку Летнюю, впадающую в Белое море.
Населённые пункты на ручье отсутствуют.
Код объекта в государственном водном реестре — 02020000712102000002568.